# Gonodactylus smithii
Gonodactylus smithii, còn gọi là Tôm tít đốm tím, là một loài tôm tít. Nó được tìm thấy từ Nouvelle-Calédonie vào phần phía tây của Ấn Độ Dương, bao gồm cả bờ biển bắc Úc và Great Barrier Reef.
Nó là loài sinh vật duy nhất được biết đến có khả năng nhận biết đồng thời 4 thành tố phân cực tuyến tính và 2 thành tố phân cực tròn của thông số Stokes, điều này khiến nó có được sự mô tả đầy đủ về phân cực. Vì vậy, loài tôm tít này được tin là có thị lực phân cực thuộc loại tối ưu.